# C-lehti
C-lehti (a veces escrita C=lehti) fue una revista de computadoras finlandesa dirigida específicamente a las computadoras Commodore. Estuvo en circulación entre 1987 y 1992.

## Historia y perfil
C-lehti comenzó en 1987 como un spin-off de MikroBitti y era distribuida seis veces por año. Fue la primera revista de computadoras de Finlandia de la historia en cubrir únicamente una familia específica de computadoras. Originalmente, cubría las computadoras Commodore 64 (y, en menor medida, a su «hermano mayor» Commodore 128) y Amiga, pero posteriormente se centró más y más en Amiga, ya que las Commodore rápidamente pasaban a ser obsoletas. La revista fue parte de Sanoma.
Después, a medida que la Amiga empezaba a perder en el mercado de las computadoras PC y consolas de juegos, C-lehti fue descontinuada y Pelit fue establecida en 1992 como su sucesora, la cual se concentró en los juegos de PC y Amiga. Tuvo un total de 29 números.
Un personaje de C-lehti fue Gurú, dibujado por Harri «Wallu» Vaalio. El Gurú, un hombre calvo con una barba tupida y un cuero cabelludo brillante, fue el símbolo de la columna de consejos de la revista. Para las pistas y consejos en los juegos de computadora, se llamaba Peliguru («gurú de juegos») y tenía una palanca arriba de su cabeza. El Gurú nunca más volvió a ser usado después de la descontinuación de la revista.